# Osmylops sejuncta
Osmylops sejuncta là một loài côn trùng trong họ Nymphidae thuộc bộ Neuroptera. Loài này được Walker miêu tả năm 1853.